# 柑黑刺粉蝨
柑黑刺粉蝨（学名：Aleurocanthus woglumi）为粉蝨科刺粉蝨屬下的一个种。